# خروس‌کلی
خروس‌کُلی‌ها (نام علمی: Vanellus) سرده‌ای از پرندگان آبچر عضو تیره سلیمان است. گاهی به آنها بادزنک هم گفته می‌شود. این نام به آن دلیل به این سرده گفته می‌شود که اعضای آن در هنگام پر زدن صدایی شبیه به بادزن از خود تولید می‌کنند.

## فهرست گونه‌ها
بر پایه طبقه‌بندی مرجع کنگرهٔ بین‌المللی پرنده‌شناسی (نسخه ۳٫۱ سال ۲۰۱۲):
- خروس‌کلی انگشت‌دراز،  Vanellus crassirostris
- خروس کولی مسلح،  Vanellus armatus
- خروس کولی سرسیاه، Vanellus tectus
- خروس کولی مالابار، Vanellus malabaricus
- خروس‌کلی تاج‌سفید، Vanellus albiceps
- خروس کولی سنگال یا خروس کولی کوچک، Vanellus lugubris
- خروس کولی بال‌سیاه، Vanellus melanopterus
- خروس‌کلی تاجدار، Vanellus coronatus
- خروس کولی آفریقایی، Vanellus senegallus
- خروس کولی سینه‌خالدار، Vanellus melanocephalus
- خروس کولی سینه‌قهوه‌ای، Vanellus superciliosus
- خروس کولی نواردار، Vanellus tricolor
- خروس‌کلی نقاب‌دار، Vanellus miles
- خروس‌کلی جنوبی، Vanellus chilensis
- خروس‌کلی آندی، Vanellus resplendens
- خروس‌کلی جاوه‌ای، Vanellus macropterus
- خروس‌کلی رودخانه‌ای، Vanellus duvaucelii
- خروس‌کلی سرخاکستری، Vanellus cinereus
- خروس‌کلی سینه‌سیاه، Vanellus spinosus
- خروس‌کلی شمالی، Vanellus vanellus
- خروس‌کلی اجتماعی، Vanneau sociable
- خروس‌کلی دم‌سفید، Vanellus leucurus
- دیدومک، Vanneau indien